# Andreï Gromyko
 (octobre 2011).
Si vous disposez d'ouvrages ou d'articles de référence ou si vous connaissez des sites web de qualité traitant du thème abordé ici, merci de compléter l'article en donnant les références utiles à sa vérifiabilité et en les liant à la section « Notes et références ».
Andreï Andreïevitch Gromyko (en russe : Андре́й Андре́евич Громы́ко, en biélorusse : Андрэй Грамыка), né le 5 juillet 1909 (18 juillet dans le calendrier grégorien) à Starye Gromyki (ru), près de Gomel (Empire russe, aujourd'hui en Biélorussie) et mort le 2 juillet 1989 à Moscou (RSFS de Russie, aujourd'hui en Russie), est un homme politique et diplomate soviétique. Il a été notamment ministre des Affaires étrangères de l'Union soviétique puis président du præsidium du Soviet suprême.

## Biographie
Andreï Gromyko naît en 1909 dans une famille de paysans biélorusses. "Grom" signifie "tonnerre" en russe.
Il étudie à l'Institut technique agricole de Borisov près de Minsk de 1926 à 1932, puis étudie l'économie à Moscou entre 1936 et 1939. Il rejoint le parti communiste en 1931. Il profite des places laissées vacantes par les Grandes Purges et entre en 1939 au commissariat du peuple aux Affaires étrangères comme chef du département Amérique. Ensuite, il commence à gravir les échelons.
Il devient chargé d'affaires à l'ambassade d'Union soviétique aux États-Unis de 1939, à 1943, puis ambassadeur dans ce même pays de 1943 à 1946.
Ayant participé à la plupart des conférences internationales (Dumbarton Oaks, Yalta, Potsdam, Helsinki, etc.), de 1944 à 1975, il se révèle un très habile négociateur et démontre son talent pour défendre la politique étrangère de son pays. En 1946, il devient ambassadeur de l'URSS au Conseil de sécurité de l'ONU, conseil qu'il commence à boycotter dès le début en raison des désaccords sur la présence soviètique en Iran, une erreur diplomatique qui met l'URSS sur le banc de touche lors des votes concernant la Guerre de Corée. Il fut l'une des principales voix en faveur de baser le siège des Nations unies aux États-Unis et non à Genève en Suisse. En 1952-1953, il est brièvement ambassadeur à Londres. Il devient membre du Comité central du PCUS en 1956 et entre au Politburo en 1973.
Il est ministre des Affaires étrangères sans discontinuité pendant 28 ans de 1957 à 1985. Sa carrière culmine en 1975 au moment des accords d'Helsinki signés dans le cadre de la CSCE lorsque l'Union soviétique obtient la reconnaissance de la plupart de ses conquêtes en Europe de l'Est depuis la seconde guerre mondiale. Il ne semble pas toutefois qu'il ait obtenu la reconnaissance de l'annexion en 1940 des trois pays baltes. En 1983, il est premier vice-président du gouvernement.
Entre 1979 et 1983, pendant la crise des euromissiles, il défend la position soviétique avec une particulière intransigeance, contribuant à sa chute, parce que Mikhaïl Gorbatchev, devenu Secrétaire général du Parti en 1985, aspire à mettre fin à la confrontation avec l'Occident. Son départ doit permettre aussi d'accélérer la normalisation amorcée en mai 1982, des relations de l'URSS et de la Chine. Gromyko est alors désigné président du præsidium du Soviet suprême, poste largement honorifique. Il doit accepter sans réagir l'inversion totale de la politique étrangère de l'Union soviétique par le démantèlement simultané des SS-20 et des Pershings à partir de 1987 avant de démissionner de ce poste. Il est exclu du Politburo en 1988, parce qu'il représente la faction conservatrice du parti communiste.
Andreï Gromyko meurt en 1989. Il est enterré au cimetière de Novodevitchi, à Moscou. Son épouse meurt en 2004. Il a deux enfants : Anatoly (qui fut directeur de l'Institut Afrique à Moscou) et Emilia.

## Décorations

### Décorations soviétiques
- Médaille de l'ordre de Lénine
- Médaille de l'ordre de l'Insigne d'honneur
- Première classe de l'ordre de la Guerre patriotique
- Médaille de l'ordre du Drapeau rouge du Travail
- Médaille Pour le travail vaillant dans la Grande Guerre patriotique 1941–1945

### Décorations étrangères
- Médaille de l'ordre du Soleil et liberté (Afghanistan)
- Médaille de l'ordre de Georgi Dimitrov (en) (Bulgarie)
- Médaille de l'ordre de José Martí (Cuba)
- Médaille de l'ordre du drapeau de la République populaire de Hongrie (en) (Hongrie)
- Grand-croix de l'ordre du Soleil (Pérou)
- Grand-croix de l'ordre du Mérite (Pologne)
- Médaille de l'ordre de Klement Gottwald (en) (Tchécoslovaquie)